# Lupinus micranthus
Lupinus micranthus är en ärtväxtart som beskrevs av Giovanni Gussone. Lupinus micranthus ingår i släktet lupiner, och familjen ärtväxter. Inga underarter finns listade i Catalogue of Life.
Denna lupin förekommer kring Medelhavet i södra Europa, norra Afrika och Mellanöstern. Arten hittas vanligen på sand men den växer även på kalksten. Lupinus micranthus ingår i buskskogar och den växer vid vägkanter.
Flera exemplar förstörs av betande djur. Hela populationen bedöms som stor. IUCN listar arten som livskraftig (LC).

## Bildgalleri

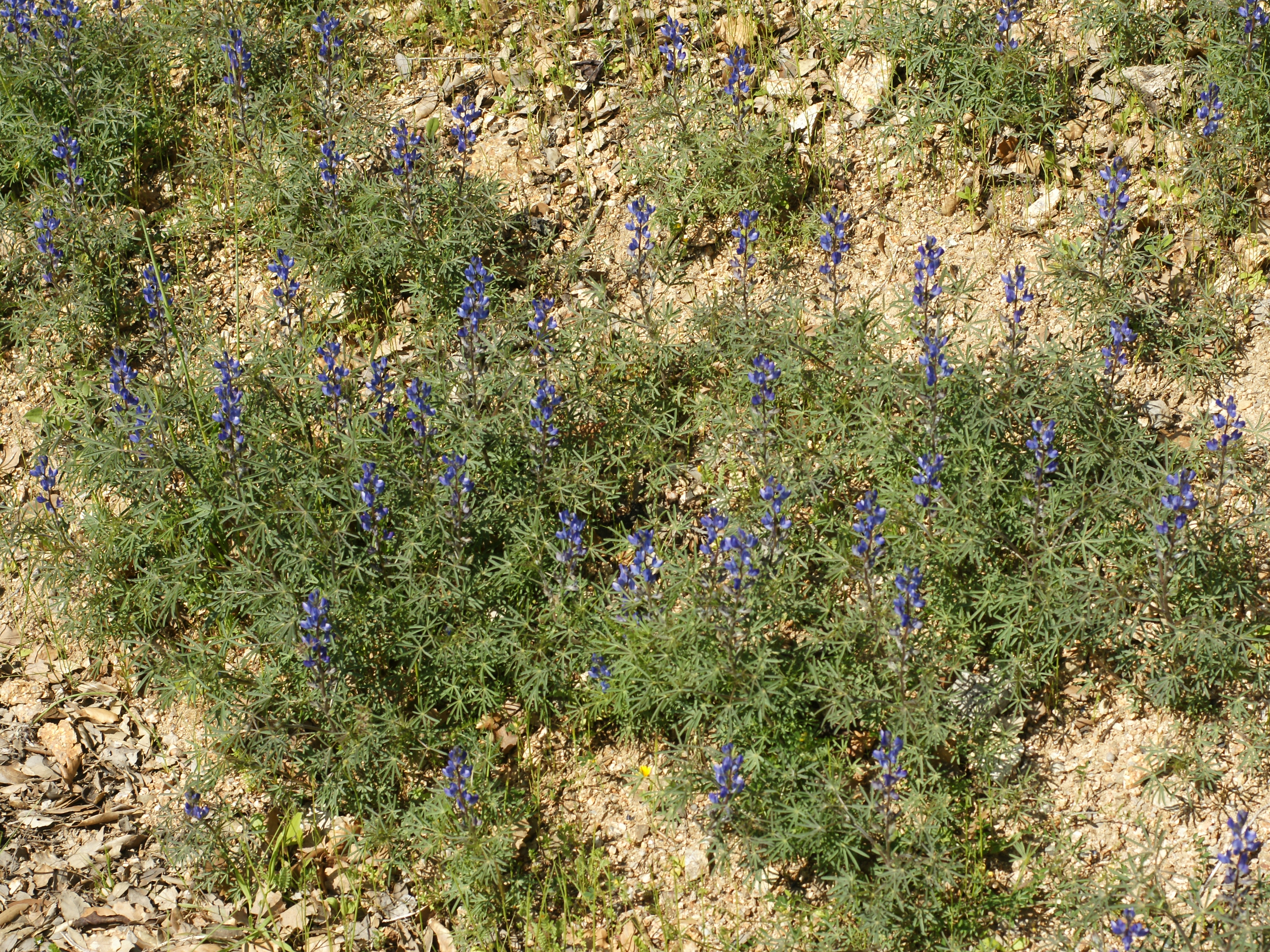
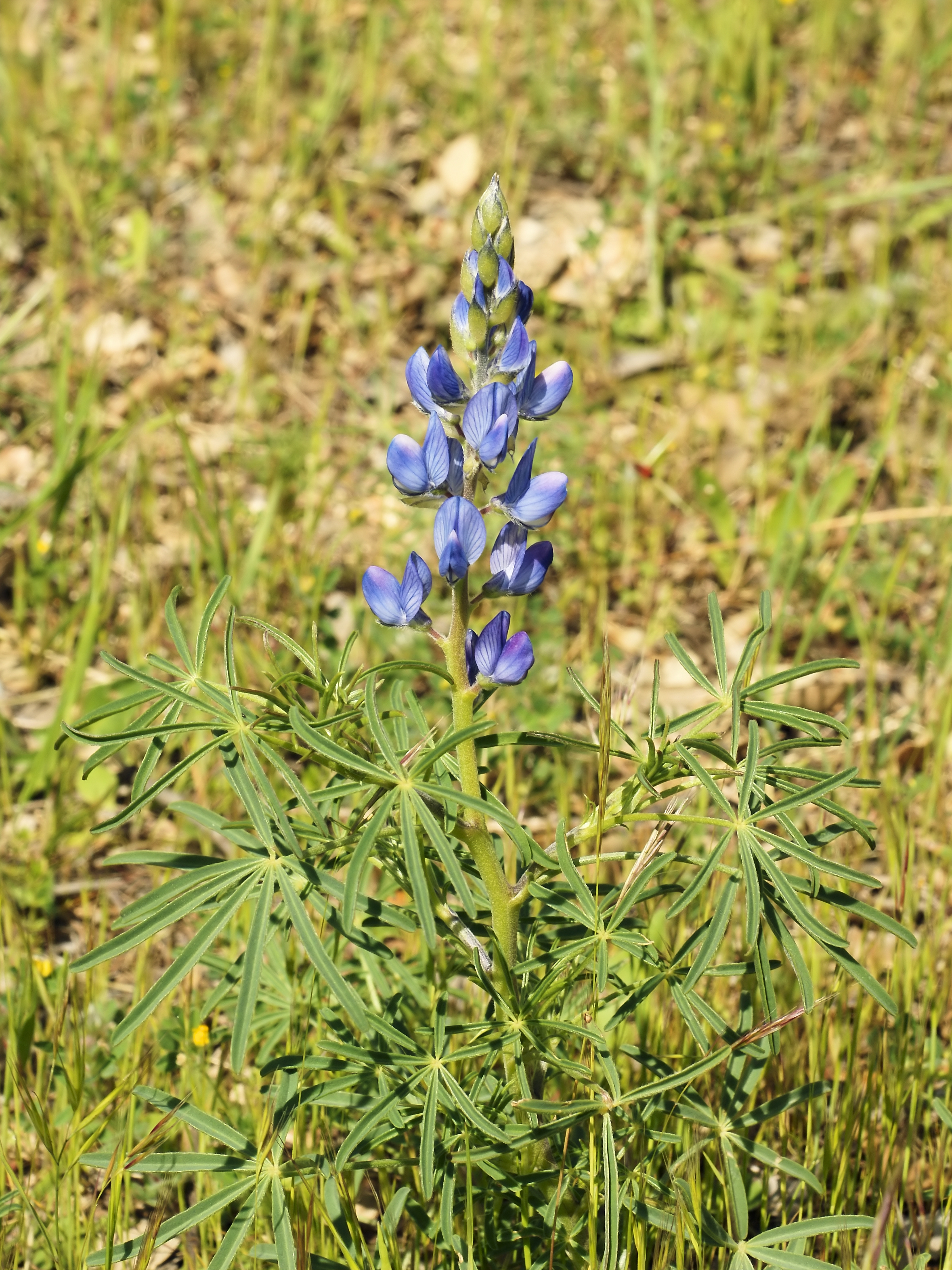
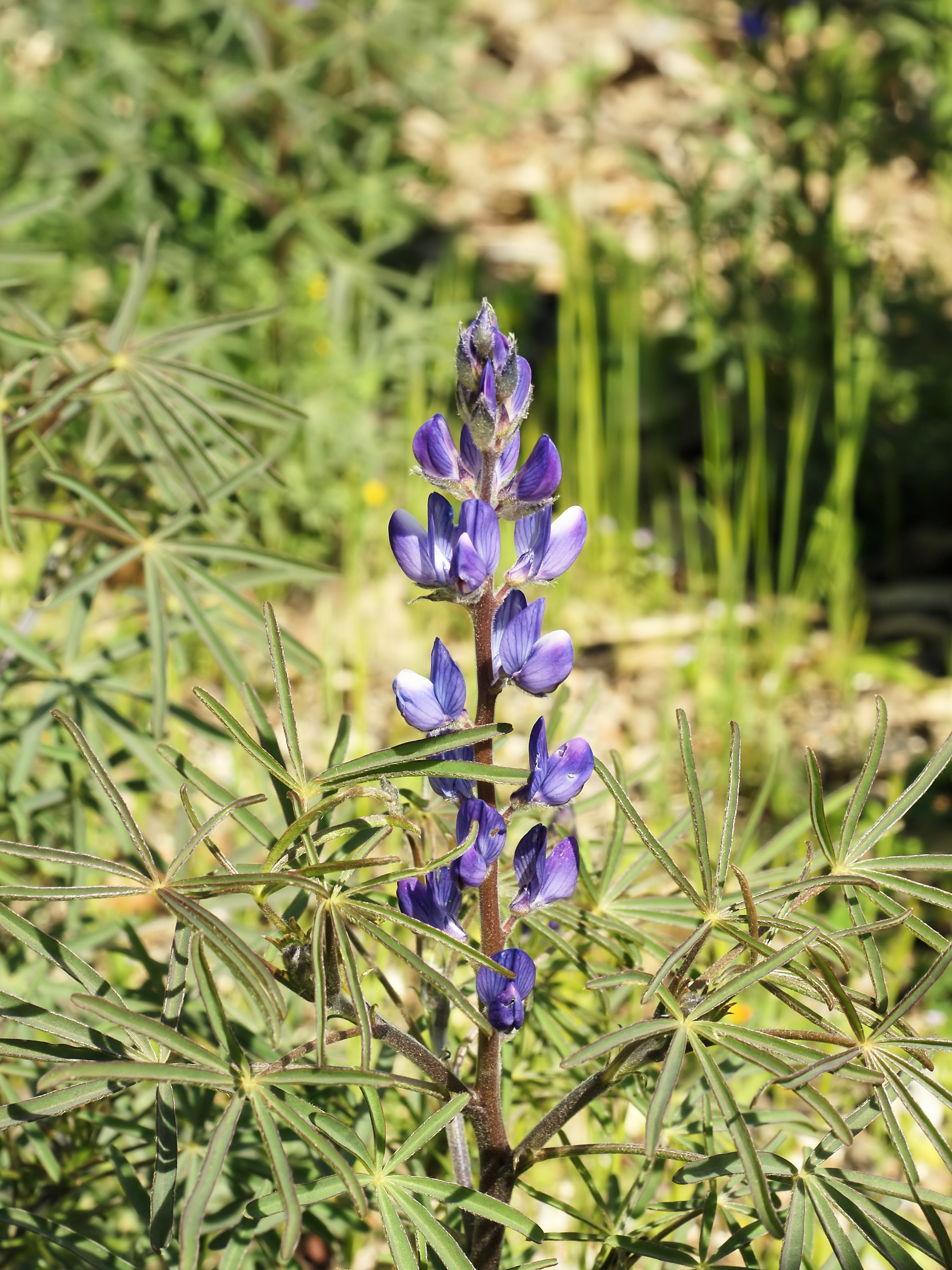
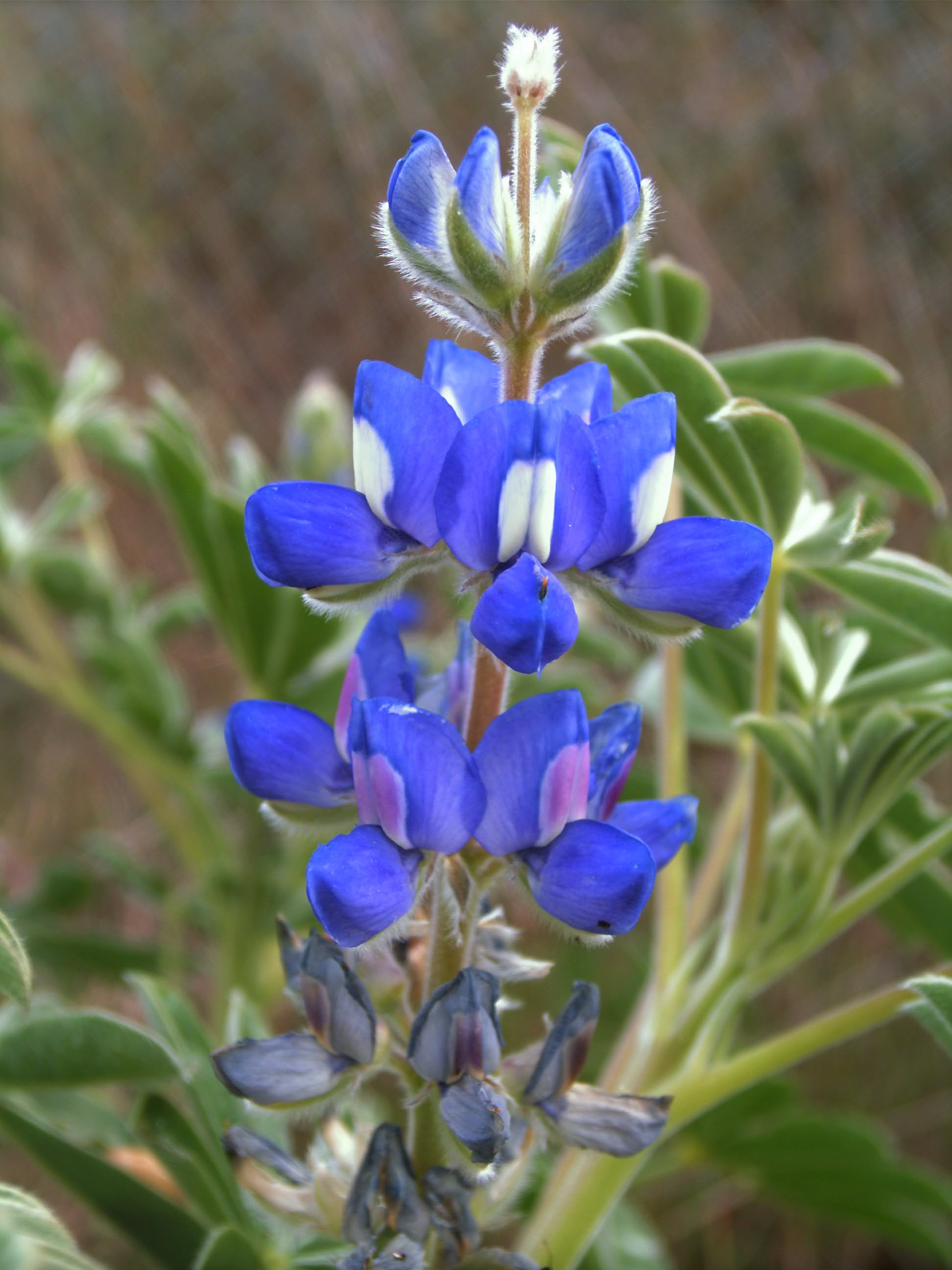